# Turkmenistans herrlandslag i ishockey
Turkmenistans  herrlandslag i ishockey representerar Turkmenistan i ishockey på herrsidan. Laget debuterade i VM då de deltog i division 3 kval vid VM 2018. Turkmenistan vann alla tre matcher under turneringen och avancerade till division 3 inför VM 2019.

### Fotnoter
1. ↑  ”IIHF ICE HOCKEY WORLD CHAMPIONSHIP DIV IIIQ - FINAL RANKING”. IIHF, internationella ishockeyförbundet. http://stats.iihf.com/Hydra/643/IHM643000_FINAL_RANKING_1_0.pdf. Läst 30 april 2018.